# Regne d'Hatti
El regne d'Hatti o també la terra d'Hatti i de vegades Khatti era un antic regne d'Anatòlia documentat des del temps de l'Imperi Accadi, i habitat pels hatti. Els documents accadis es refereixen a Anatòlia amb el nom de Terra dels hattis. Se sap que era un poble no indoeuropeu que es va instal·lar en aquell territori pels voltants del tercer mil·lenni aC. Van ser absorbits gradualment pels hitites que van ocupar Anatòlia a partir del segon mil·lenni aC. Estaven organitzats en ciutats estat feudals i petits regnes o principats. Aquestes ciutats estaven ben organitzades i governades com a principats teocràtics.,
Un dels primers reis d'aquest poble va ser Pamba, que va regnar cap al segle segle xxiii aC. A finals del segle xix aC o a inicis del XVIII aC el rei Piyusti, governava Hattus la seva capital, que en època hitita es va dir Hattusa, i en seria la capital. El rei hitita de Kussara, Anitta, seguint la política expansionista del seu pare, l'any 1760 aC va atacar Kanesh i Piyusti que era a Hattus, va anar en ajuda de la ciutat atacada però Anitta el va derrotar, va ocupat Hattus i el regne de Kushara va ocupar la ciutat de Nesa i la va destruir. El territori del regne va passar a Anitta, antecessor dels grans reis hitites. El nom de Regne d'Hatti o simplement Hatti va ser utilitzat durant l'Imperi hitita per referir-se al seu territori.